# António Baltasar Marcelino

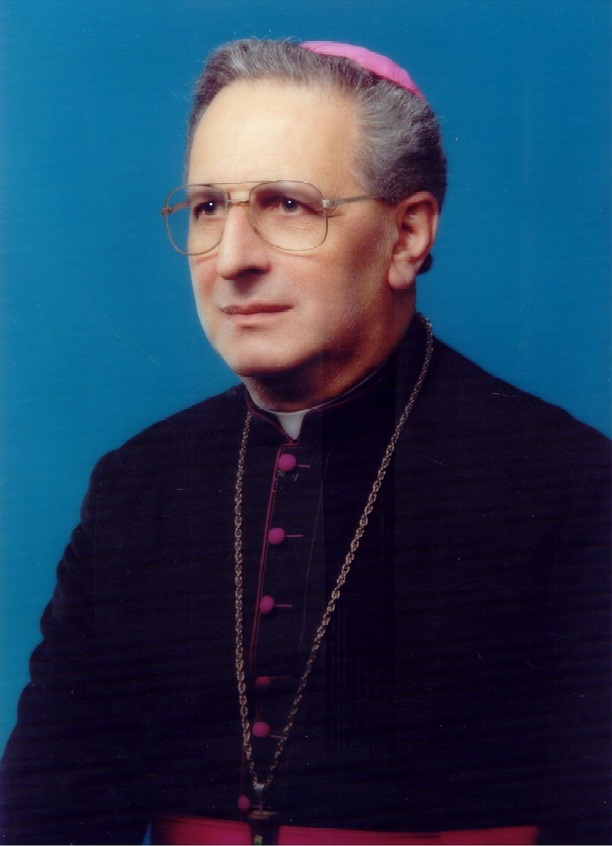
António Baltasar Marcelino

António Baltasar Marcelino (* 21. September 1930 in Lousa, Portugal; † 9. Oktober 2013 in Aveiro) war ein portugiesischer Geistlicher und römisch-katholischer Bischof von Aveiro.

## Leben
António Baltasar Marcelino besuchte das Kleine Seminar in Gavião und studierte Philosophie am Seminar von Alcains. Im Priesterseminar von Marvão studierte er Theologie. Er empfing am 9. Juni 1955 in der Kathedrale von Castelo Branco die Priesterweihe. Nach einem Studium des Kirchenrechts in Rom wurde er 1955 Regens des neuen Priesterseminars in Portalegre, ab 1958 Professor für Kanonisches Recht, Moraltheologie, Missionstheologie, Philosophie und für die Katholische Aktion. Er engagierte sich für die öffentlich diskutierte Agrarreform in Portugal; seine Artikel in den Zeitungen „Reconquista“ (de Castelo Branco) und „Distrito de Portalegre“ werden zensiert. Während des Zweiten Vatikanischen Konzils übersetzt er die Konzilsdokumente ins Portugiesische. Von 1972 bis 1975 war er Direktor des Nationalen Sekretariats der portugiesischen Bischofskonferenz für die Pastoral.
Papst Paul VI. ernannte ihn am 15. Juli 1975 zum Titularbischof von Cercina und zum Weihbischof in Lissabon. Die Bischofsweihe spendete ihm der Patriarch von Lissabon, António Kardinal Ribeiro, am 21. September desselben Jahres; Mitkonsekratoren waren Agostinho Joaquim Lopes de Moura CSSp, Bischof von Portalegre-Castelo Branco, und António Ferreira Gomes, Bischof von Porto. Von 1975 bis 1981 war er Präsident der bischöflichen Kommission für die sozialen Kommunikationsmittel. 1980 nahm er in Rom an der Bischofssynode "Familie und Medien" teil.
Papst Johannes Paul II. ernannte ihn am 19. Dezember 1980 zum Koadjutor des Bistums Aveiro (ohne Recht der Nachfolge). Am 8. September 1988 wurde er zum Koadjutor von Manuel d’Almeida Trindade bestellt; am 20. Januar 1988 folgte er Manuel d’Almeida Trindade im Amt als Bischof von Aveiro.
Von 1981 bis 1987 war er Präsident der bischöflichen Kommissionen für die Soziale Aktion und Caritas. Von 1987 bis 1993 war er Präsident der bischöflichen Kommission für die Familie. 1989 gründete er das Instituto Superior de Ciências Religiosas de Aveiro – ISCRA; 1991 gründete er die Centro Universitário Fé e Cultura em Aveiro. Von 1993 bis 1999 war er Mitglied des Ständigen Rates der portugiesischen Bischofskonferenz, zudem war er Präsident der Kommissionen für das Apostolat der Laien und der Katholischen Aktion. Von 1999 bis 2005 war er Vizepräsident der Portugiesischen Bischofskonferenz CEP. Als Stellvertreter des erkrankten Präsidenten der CEP, José da Cruz Policarpo, traf er mehrmals den Heiligen Vater in Rom zu Dialogen.
Am 21. September 2006 nahm Papst Benedikt XVI. sein aus Altersgründen vorgebrachtes Rücktrittsgesuch an.
Für sein Wirken in Portugal wurde er von Premierminister António Guterres mit dem Großkreuz des portugiesischen Verdienstordens (Ordem do Mérito) ausgezeichnet.
2011 veröffentlicht er die Autobiografie Pedaços de vida que geram vida.

## Auszeichnungen
- Großkreuz des portugiesischen Verdienstordens (2000)
- Medalha de Ouro do Município e Aveiro (2000)
- Medalha de Ouro da Universidade de Aveiro (2005)